# می‌بینمت
«می‌بینمت» (انگلیسی: I See You) فیلمی هندی در ژانر کمدی رمانتیک به کارگردانی ویوک آگراوال محصول سال ۲۰۰۶ است. از بازیگران آن می‌توان به آرجون رامپال، ویپاشا آگاروال، سوفی چودری، بومان ایرانی، سونالی کولکارنی، چانکی پاندی، کیرون کهیر، مایکل مالونی، هریتک روشن اشاره کرد.
این فیلم و فیلم (درست مثل بهشت) بر اساس رمان (و اگر حقیقت داشت) اثر مارک لوی ساخته شده است.

## خلاصه داستان
راج جیسوال (آرجون رامپال) برنامه بریتیش راج را اجرا می‌کند و با هر دختری که می‌بیند لاس می‌زند. راج به دلناز بانگا (سوفی چودری)، دختری که به تازگی مجری برنامه شده است پیشنهاد شام در رستوران را به او می‌دهد. وقتی راج در حال آماده شدن است، دختری را در بالکن خانه‌اش می‌بیند. دختر خود را شیوانی (ویپاشا آگاروال) معرفی می‌کند و ادعا دارد که راج تنها کسی هست که می‌تواند او را ببیند و باید کمکش کند تا نگذارند آن اتفاق برایش بیافتد ولی راج فکر می‌کند که اینها همه شوخی دوستش آکشی است؛ اما وقتی با او تماس می‌گیرد متوجه می‌شود که...